# ダンシング・デイズ
「ダンシング・デイズ」 (Dancing Days) は、イギリスのロックグループ、レッド・ツェッペリンの楽曲。1973年、彼らの第5作アルバム『聖なる館』のB面1曲目に収められて発表された。作詞作曲はジミー・ペイジとロバート・プラント。レコードでの演奏時間は約3分40秒。

## 概要
ミドルテンポの明るいロックナンバー。ギターソロは無く、単一のリフを、微妙に変化させつつ延々と繰返すことで一つの楽曲を成立させてしまうという、ペイジの才能がよく発揮された曲である。
『聖なる館』所収の他の曲と同様、スターグローヴス（ミック・ジャガーの別荘）でエディ・クレイマーによって録音された。クレイマーの回想によれば、レッド・ツェッペリンのメンバーは、スターグローヴスの庭で、この曲のプレイバックを聞きながら楽しそうに腕を組んで踊っていたという。

## ステージ・パフォーマンス
1972年前半のアメリカツアーで本格的にセットリストに加えられ、6月19日のシアトル公演ではコンサート本編で演奏した後、アンコールでもプラントが「2時間前に演奏した曲だが、好きな曲なのでもう一度演奏する」と紹介した上で演奏している。1973年のヨーロッパ公演までセットリストにあり、その後のツアーではレパートリーから外れたが、1977年のアメリカツアーで、アコースティックセットの中に時折取り入れられている。かつて、レコーディングに先立って1971年11月20日のロンドン、エンパイア・プールでの「Electric Magic」ショーで試奏されたという説や、この日を録音した海賊版でこの曲が収録されたものも存在していたが、海賊版業者が別の公演の録音を加工したフェイクであるという説が有力である。